# Петровка Вторая (Николаевская область)
Петровка Вторая (укр. Петрівка Друга) — село в Братском районе Николаевской области Украины.
Население по переписи 2001 года составляло 8 человек. Почтовый индекс — 55434. Телефонный код — 5131. Занимает площадь 0,455 км².

## Местный совет
55434, Николаевская обл., Вознесенский р-н, с. Костоватое, ул. Школьная, 12